# محمد مدحت
محمد مدحت (انگلیسی: Mohammed Medhat؛ زادهٔ ۱۰ اکتبر ۱۹۸۹) ورزشکار قطری است.